# مردم گیلک
مردم گیلک، مردم ایرانی‌تبار ساکن کرانه‌های جنوب غربی دریای مازندران هستند که ریشه در قوم باستانی ایرانی‌نژاد به نام گلای دارند و در سرزمینشان گیلان و به‌صورت اقلیت در استان‌های مازندران و تهران و البرز و قزوین زندگی می‌کنند. گیلک‌ها از شرق با مردم طبری یا مازندرانی‌ها، از غرب با تالش‌ها و از جنوب با تات‌ها همجوار هستند. گیلک‌ها به زبان گیلکی سخن می‌گویند که یکی از زبان‌های هندواروپایی از زبان‌های شمال غربی ایرانی است. محل سکونت‌شان از غرب به رضوانشهر و از شرق به تنکابن و از شمال به دریای خزر و از جنوب به الموت و طالقان می‌رسد و در نقاط مختلف به نام گیلک معروف است. اتنولوگ جمعیت گیلک‌ها در سال ۲۰۲۱، ۴/۶۰۰/۰۰۰، چهار میلیون ۶۰۰ هزار نفر برآورد کرده است.

## تاریخچه

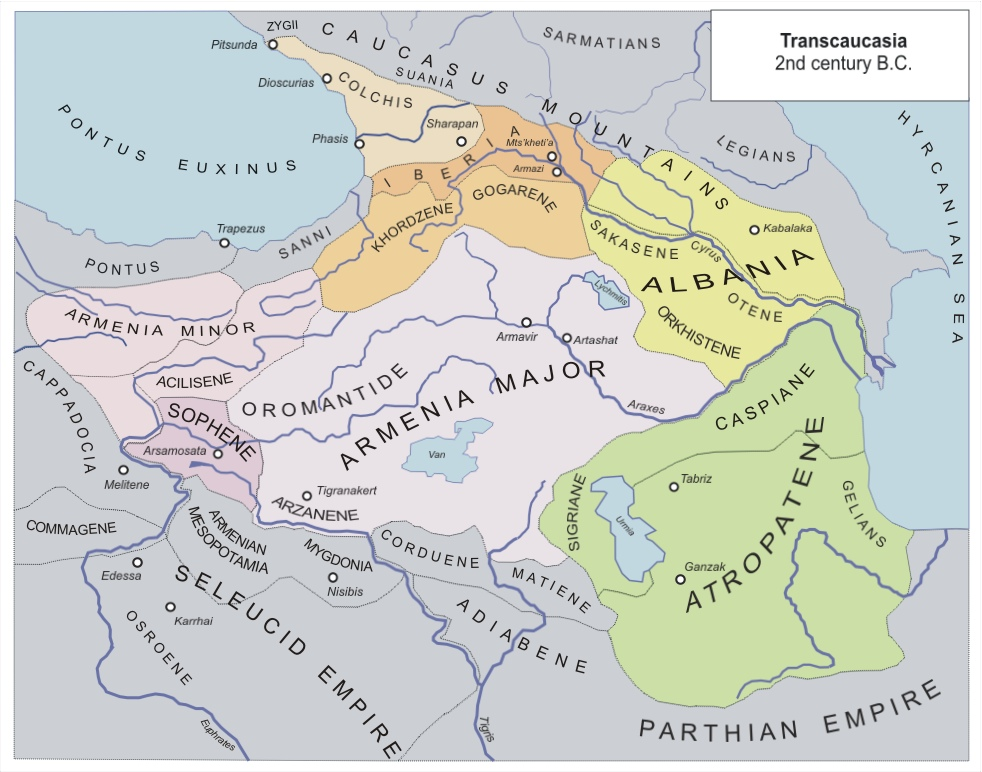
قفقاز در قرن دوم قبل از میلاد، گلائه‌ها در قسمت شرقی آتورپاتکان مشخص شده‌اند.

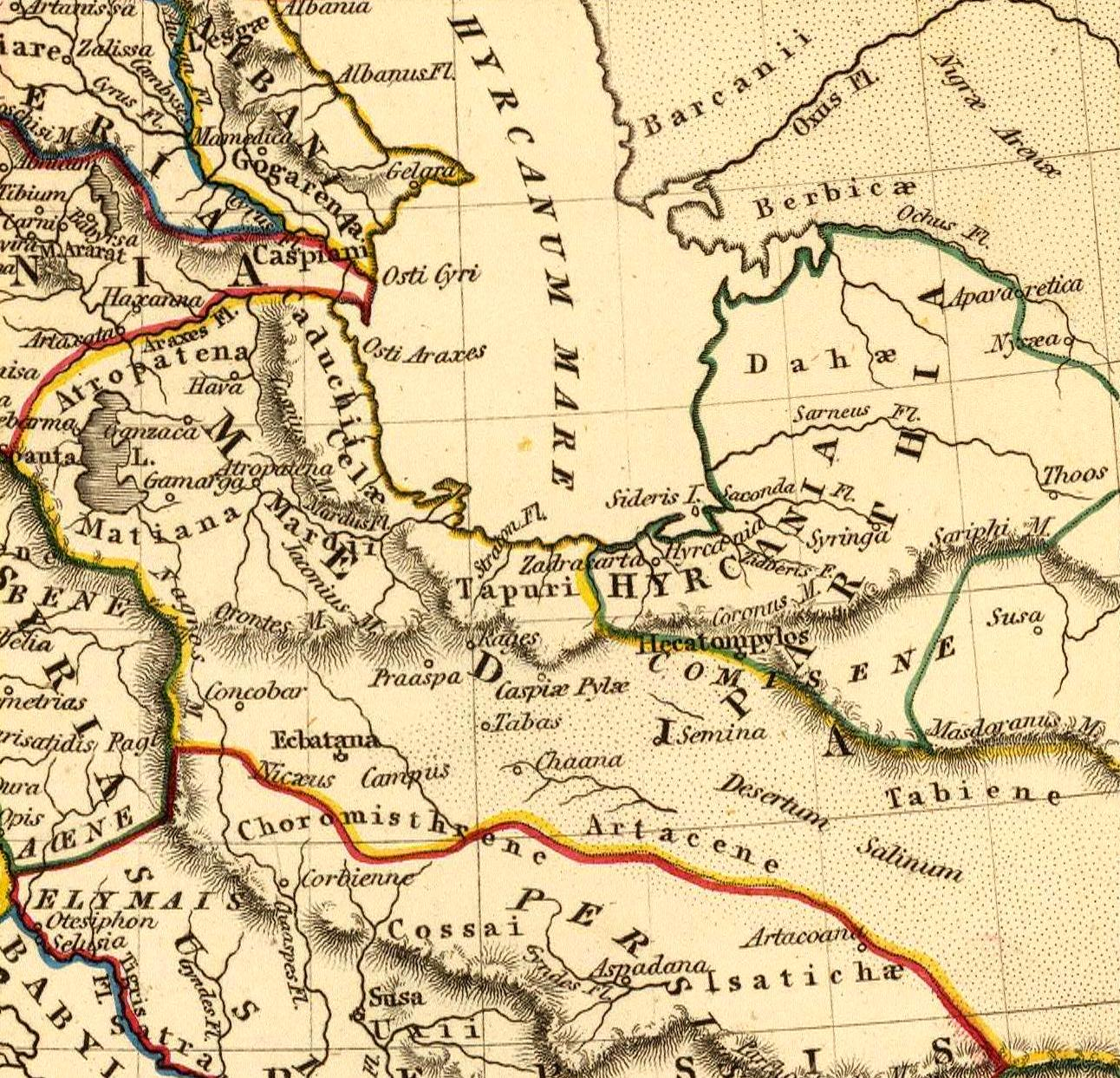
موقعیت گلائه‌ها در قرن دوم قبل از میلاد، در غرب سپیدرود

به گزارش استرابون مورخ یونانی، اقوام گلائه و لگائه اقوامی سکایی‌تبار می‌باشند که در میان آمازون‌ها و آلبانیایی‌ها سکونت داشتند. استرابون مورخ یونانی در بیان ارتفاعات جنوب غربی دریای خزر می‌نویسد: این سوی این ارتفاعات در مسافت کوتاه آلبانیایی‌ها و ارمنی‌ها قرار دارند اما در بیشتر این ناحیه گلائه‌ها (Gelae)، کادوسی‌ها (Cadusii)، آماردی‌ها (Amardi)، ویتی‌ها (Witii) و آناریاکه‌ها (Anariacae) زیست می‌کنند. اگر آنطور که محتمل به نظر می‌رسد، این توصیف به‌طور دقیق توزیع این قبایل را از غرب به شرق نشان دهد، پس قوم گلائه (Gelae) مستقیماً در شرق رودخانه ارس (Araxes)، در امتداد مرز ارمنستان زندگی می‌کردند. استرابون در بیان ارتفاعات توروس می‌نویسد: چون از دریای هیرکانی عازم شرق شویم در دست راست رشته کوه‌هایی است که تا دریای هند ادامه دارد. این کوه‌ها را یونانیان توروس می‌نامند. از پامفلیه و کیلیکیه آغاز شده و به خط مستقیم و پیوسته از مغرب آغاز شده و تا دوردست ادامه دارد و اسامی گوناگون به خود می‌گیرد. در بخش نخستین شمالی این کوه‌ها پیش از همه گلای‌ها و کادوسیان و ماردی‌ها زندگی می‌کنند و همانگونه که گفتیم مردم هیرکانیه و بعد از آنان قبیله پارت‌ها و مارگیانی‌ها و آریان‌ها.
استرابون اقوام ساکن در حاشیه جنوبی دریای خزر و غرب هیرکانی را بدین گونه نام می‌برد: تپوری‌ها (Tapyri) بین هیرکانی‌ها و آریایی‌ها زندگی می‌کنند و در یک مدار در اطراف دریا پس از هیرکانی‌ها (Hyrcanins)، آماردی‌ها (Amardi) و آناریاکه (Anariacae) و کادوسی‌ها (cadusi) و آلبانی‌ها (albani) و کاسپی‌ها (Caspii) و ویتی‌ها (viti) و شماری دیگر از مردمان، تا جایی که به سکاها (scythians) می‌رسیم و از سوی دیگر به سرزمین هیرکانی و دربیک‌ها (Derbices) هستند، کادوسیان در مرز ماد و ماتیانی و پایین پرخوآتراس هستند. گفته می‌شود که تپوری‌ها (Tapyri) بین دربیک‌ها (Derbices) و هیرکانی‌ها (Hyrcanians) زندگی می‌کنند. در قسمت شمالی اقوام کوه‌نشین کادوسی (Cadusii) و آماردی (Amardi) و تپوری (Tapyri) و کرتی (Cyrtii) سکونت دارند.
به گزارش استرابون مناطقی از کشور پارت، قومس (Comisene) و خوار (Chorene) است و می‌توان گفت کل منطقه‌ای است که تا دروازه‌های اسکندر و ری (Rhagae) و تپوری (Tapyri) گسترش می‌یابد، که قبلاً متعلق به ماد بود.
بطلمیوس در جغرافیا بطلمیوس (کتاب ششم) کادوسی‌ها و لگائه‌ها را مشخص می‌کند و گلائه‌ها را در شمال قرار می‌دهد. به گزارش بطلمیوس گلای‌ها در کنار اقوام کادوسی و دربیک‌ها در منطقه مارگیانا (غرب سپیدرود تا قفقاز) سکونت داشتند. بطلمیوس در در کتاب ۶، فصل ۲، بخش ۶ از جغرافیای خود که دربارهٔ سرزمین ماد هست می‌نویسد: کاسپی‌ها (caspi) ساکن بخش غربی نزدیک به ارمنستان هستند که در سمت پایین آنها منطقه مارگیانا قرار دارد که شامل کادوسی‌ها (cadusi)، گلای‌ها (geli) و دربیک‌ها (dribyces) می‌شود که در کنار آنها، به سمت داخل، آماریاکه‌ها (amariacae) و ماردی‌ها (mardi) قرار دارند. کردوئنه‌ها (carduchi) ساکن مناطقی هستند که در نزدیکی سرزمین کادوسی‌ها قرار دارند و ماروندائه‌ها (marundae) در سمت دریاچه مارگیانا و سپس مارگاسی‌ها (margasi) که در زیر گلای‌ها قرار دارند، پس از این پروپاتنا (propatena) به سمت آماریاکه قرار دارند و سپس ساگارتی‌ها به سمت شرق کوه‌های زاگرس قرار دارند، پس از آن سرزمین قومس (choromithrena) تا پارت ادامه می‌یابد و در شمال آن الیمایس (elymais) هست، از آنجا تا سرچمشه‌های رودخانه چرینداس (charindas) مناطقی هستند که تپوری‌ها (tapuri) ساکن هستند.
به گفته پلینی کندری‌ها (Candari)، آتسیانی‌ها (Attasini)، پرکیانی‌ها (Paricani)، سارانگایی‌ها (Sarangae)، ماروتیانی‌ها (Marotiani)، آروسی‌ها (Aorsi) و گلائه‌ها (Gaeli) توسط نویسندگان یونانی کادوسی (Cadusii) نامیده می‌شدند.
سبئوس مورخ ارمنی قرن هفتم میلادی از قوم گِل (gel) به عنوان اقوام سکایی (scythians) یاد می‌کند که در ارتفاعات ماد ساکن هستند.
به نوشته ایرانیکا، به نظر می‌رسد گلائه‌ها در قرن اول یا دوم قبل از میلاد، وارد منطقه جنوب ساحل خزر و غرب رودخانه آماردوس (بعدها سفیدرود) شده باشند. پلینی آن‌ها را با کادوسیان که قبلاً آنجا ساکن بودند یکی می‌پنداشت. به احتمال زیادتر آن‌ها مردمان جدایی بودند، که شاید از منطقه داغستان آمدند و جانشین کادوسیان شدند. نتیجتاً آن‌ها همچنین از رود آماردوس گذشتند، و به همراه دیلمیان جانشین آماردها شدند. همچون دیلمیان، از آن‌ها با عنوان سربازان کرایه‌ای شاهان ساسانی یاد شده است ولی به نظر نمی‌رسد تحت فرمانروایی مؤثر آنان درآمده باشند. گفته شده است که سلسله ساسانی‌تبار دبوئیان پیش از انتقال به تبرستان در گیلان ایجاد شده بود.

در دوره سلسله اشکانی ارمنستان در امتداد ساحل خزر (مصب رود کورا) توسط گلائه‌های سکایی‌تبار (Gelae Scythian) احاطه شده است؛ به رومیان گفته شد که این افراد در شمال آلبانیا (احتمالا داغستان) زندگی می‌کردند، اما احتمالاً آنها قبلاً به خانه تاریخی خود در ساحل جنوب غربی گسترش یافته بودند. در ساحل اسکالبینا (Sacalbina)، در ارمنستان بطلمیوس، یک شهر گلائه (Gelae) وجود داشت.

گیلان در عصر باستان

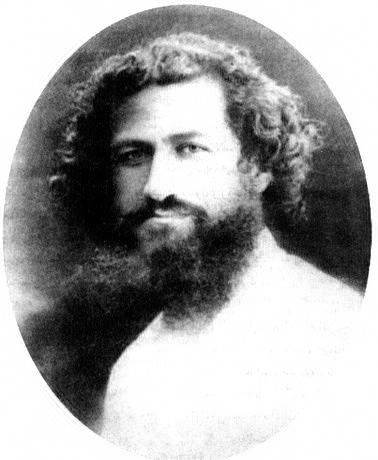
میرزا کوچک خان، رهبر انقلابی ایران در قرن بیستم و رئیس‌جمهور جمهوری شورایی سوسیالیستی ایران. او بنیانگذار یک جنبش انقلابی مستقر در جنگل‌های گیلان در شمال ایران بود که به نهضت جنگل گیلان معروف شد.

منطقه جنوب دریای خزر که امروزه گیلان نامیده می‌شود، دیلم نیز نامیده می‌شد و ساکنان آن منطقه دیلمی نامیده می‌شدند.
گیل به زبان گیلکی «گل=Gel» و به تازی «الجیل» ثبت شده است، در نیمه اول قرن میلادی از طرف «کاپوس پلینوس» با نام «گلای Gelaee» معرفی شده است. خودزکو در کتاب تاریخ گیلان، به نقل از پلین-و-دوسنت کروآ و دنیس لوپری یه ژت قوم گیل ذات از همسایگان وارد شده قوم کادوس قدیم تالش معرفی می‌کند؛ که از زمان ژوستینین امپراتور روم پس از دفع حمله آماردها بر ارتفاعات شرقی گیلان مسلط شده‌اند. دربارهٔ سلاح این قوم نیز گفته است عبارت بود از سپر و نیزه و شمشیری که از شانه آویزان می‌شد و سه زوبین و یک خنجر که به دست چپ می‌گرفتند. اریستوفن اقوام جنوب دریای خزر را چنین معرفی می‌کند: از شرق به غرب هیرکان – آماردها – اناریاکان – کادوس – آلبانی – کاسپی – اوتیان. استرابون، جغرافیدان عهد قدیم که د ر فاصله ۴۰ قبل از میلاد تا ۴۰ بعد از میلاد می‌زیسته و در کتاب ۱۱ فصل ۸ خود آورده است که: در نواحی شمالی کوه «پراخواتراس=همان سلسله البرز که حائل بین نجد ایران و گیلان و مازندران است» اقوام گلای Gelaee و کادوس Cadusi و ماردی و بعضی قبایل گرگانی زیست می‌کنند؛ و بدین ترتیب جایگاه گیل – گیلان را نشان می‌دهد.
استرابون سه بار از مردمی به نام گلای نام می‌برد. با این وجود سخن او دربارهٔ محل آن‌ها متناقض است - یک جا آن‌ها در شمال، آن سوی ارس و سایرس (کورا) در بین آلبانیاییها قرار داده می‌شوند. با این همه، گلای، همانند عیلامیان، نام شان را به گیلان، یک استان ایرانی دادند. نتیجتاً، به نظر می‌رسد که با وجودی که گلای توسط اراتوستنس یا پاتروکلس ذکر نشده‌اند، آن‌ها همواره آنجا بوده‌اند. استرابو احتمالاً آن‌ها را با تئوفانهای میتیلن، یک قدرت دیگر اشتباه گرفته است. در واقع پلینی، مشابهت گلای با کادوسیان را تأیید می‌کند. مردم کاسپی، به مردم قدیم سرزمین، پیش از آمدن مادها تعلق داشتند. برخی از قبایل پیشا آریایی توسط مهاجمان از هم جدا شده، پراکنده شده و به کوه‌ها رانده شدند. از جمله اینها کادوسیان بودند، که نشانیهای بسیاری از نام خود بر جای گذاشته‌اند، که بعضی از آن‌ها خیلی گیج‌کننده‌اند. به‌طور مشابه، ماردها یا آماردها، که بخش‌های پراکنده‌ای از آن‌ها در شرق ارمنستان کشف شدند، در رشته کوه‌های مشرف به خزر و در زاگرس.
این مشهود است که چهار مردمی که توسط پلیبیوس فهرست شده‌اند، تخصیص یک نقطه به خصوص برای استقرار شان را به چالش می‌طلبند. آن‌ها همگی بازمانده‌های دوره پیشا آریایی تاریخ مادی هستند. کادوسیان ممکن است یک اصطلاح جامع باشد، و دیلمیان احتمالاً تحت عنوان دیگری در آثار مؤلفان دیگر ظاهر می‌شوند، و نام‌های عمومی ماردها یا کادوسیان پایین‌تر قرار می‌گیرند.
استرابو بارها نام آماردها را در پیوند با کرانه‌های جنوبی دریای خزر ذکر می‌کند. او با اشاره به مردمی که در سراشیبیهای شمالی رشته کوه جنوب دریای خزر، می‌گوید: «همان‌طور که گفته‌ام، در دامنه شمالی اول گلای و کادوسیان و آماردها سکونت دارند، و برخی هیرکان، بعد از آن‌ها قبایل پارتی». به نظر می‌رسد که این نشان می‌دهد که آماردها در شرق کادوسیان (در گیلان) و در غرب هیرکان (در مازندران) می‌زیستند. استرابون در نقشه اش مشخصاً منطقه سفیدرود را به آماردها تخصیص می‌دهد. علی حاکمی، که کلروز، در نزدیکی رودی به همین نام در نزدیکی دره سفیدرود را کاوش کرده است، هم این بخش کشور را بر اساس یادداشتهای باستانی هرودوت به آماردها تخصیص می‌دهد.
پلینی تاریخ‌نگار یونانی اقوام گلای Gelae را جدا از کادوسیان می‌شناسد که در قدیم ساکن گیلان بودند. به قول ایرانشناس و تاریخ‌نگار ویلفورد مدلونگ، اقوام گلای Gelaee در حدود قرن دوم پیش از میلاد به نواحی جنوب دریای خزر از قفقاز سرازیر شدند و جدا از کادوسیان باستان بودند و به تدریج جایگزین آن‌ها گشتند. آن‌ها سپس از ناحیه سفیدرود گذشتند و با دیلمیان جایگزین اقوام آمارد شدند.
در کلیات بارتولد ج۱ بخش۱ ص ۶۵۴ جایگاه «گل‌ها» چنین ارائه شده است: از شرق به غرب «گل‌ها» بعد کادوس بعد آمارها بعد کاسپی.
پس از اسلام، گیل‌ها اشراف خود را داشتند و در قرن سوم و چهارم به چهار طایفه تقسیم می‌شدند که دو طایفه شاهانشاه‌آوند و فاراوند در شرق سپیدرود حضور داشتند و دو طایفه آداوند و هشاوند در غرب سپیدرود حضور داشتند. ملوک گیلان از طایفه شاهانشاه‌آوند بودند.
محققان پیوندی بین گیلک‌ها و زازاها پیشنهاد می‌کنند. مردم زازا خود را دیملی یا دیملا می‌نامند که از جهان دیلم گرفته شده است. همچنین دیملی نام دیگر زبان زازارکی است.
در زمان‌های صفویه، افشاریه و قاجاریه شماری از مردمان گرجی، چرکس‌ها، ارمنی‌ها و سایر مردمان قفقازی به منطقه گیلان مهاجرت کردند و نوادگانشان هم‌اکنون در این منطقه زندگی می‌کنند و در مردمان گیلک همگون‌سازی فرهنگی شده‌اند.

## زبان

نقشه مناطق دارای زبان‌های کاسپین

گیلک‌ها به زبان گیلکی سخن می‌گویند که یکی از زبان‌های هندواروپایی از شاخه زبان‌های شمال غربی ایرانی و از گروه زبان‌های کاسپین است. اگرچه گویش‌های مختلف منطقه‌ای و محلی زبان گیلکی رایج است، مردم گیلک هم به زبان گیلکی و هم به فارسی استاندارد مسلط هستند. فارسی‌زبان رسمی آموزش در ایران است و از آنجایی که معلمان از استفاده از گویش‌ها و لهجه‌های منطقه در کلاس منصرف می‌شوند، زبان گیلکی در خانه به کودکان آموزش داده می‌شود.
زبان‌های گیلکی و مازندرانی (اما نه سایر زبان‌های ایرانی) ویژگی‌های گونه‌شناختی خاصی با زبان‌های قفقازی دارند. اما با رشد آموزش و مطبوعات، تمایز زبان گیلکی با سایر زبان‌های ایرانی احتمالاً از بین می‌رود. گیلکی ارتباط نزدیکی با مازندرانی دارد و این دو زبان واژگان مشابهی دارند. این دو زبان بیشتر از زبان فارسی، سیستم صرف کلمات را که مشخصه زبان‌های ایرانی قدیمی بود حفظ کرده‌اند.
به‌باور زبان‌شناسان گیلکی زبان خواهر مازندرانی می‌باشد و نزدیکترین زبان از نظر دستوری به این زبان است.
محل سکونت گویشوران زبان گیلکی از غرب به رضوانشهر و از شرق به تنکابن و از شمال به دریای خزر و از جنوب به الموت و طالقان می‌رسد و در نقاط مختلف به نام گیلک معروف است. دربارهٔ اسم گیلان و معانی واژه گیل و گلان، نظرات مختلفی ابراز شده است. لغت‌نامه دهخدا گیلان را مأخوذ از واژه «گیل» به اضافه پسوند «ان» دانسته و افزوده است در پهلوی Gelan به معنی مملکت گل‌ها و نزد یونانی‌ها Gelae بوده است.

## جمعیت‌شناسی
اتنولوگ جمعیت گیلک‌ها را در سال ۲۰۲۱ ،۴/۶۰۰/۰۰۰، چهار میلیون شیصد هزار نفر برآورد کرده است. اما برخی آمارهای رسمی و بین‌المللی جمعیت مردم گیلک را بالای ۵ میلیون نفر برآورد می‌کنند که حدود چهار میلیون یا چهار میلیون و دویست هزار نفر در ایران و بقیه حدود هشتصد هزار نفر و یک میلیون یا یک میلیون و دویست هزار نفر در کشورهای خارج از ایران زندگی می‌کنند.

## دسته‌بندی
گیلکان در قدیم، بر مبنای شیوهٔ تولید به دو دسته تقسیم می‌شدند:
- ساکنان جلگه که کارشان کشاورزی آبی بود و بیشتر به کشت برنج و چای و بعدها باغ‌داری (مرکبات) می‌پرداختند که گیله‌مرد یا گیل نامیده می‌شدند.
- دسته دوم ساکنان ارتفاعات گیلان و مازندران که بیشتر به کار کشاورزی دیم، گندم و جو مشغول بودند و کلایی نامیده می‌شدند.
- و دستهٔ سوم گالش نامیده می‌شدند که دامدار بوده و کوچ‌نشین بودند. البته با پیشرفت تکنولوژی، امروزه گالش‌ها نیز یکجانشین شده و به‌طور کلی با تحول در شیوه‌های تولید، این تقسیم‌بندی تنها در حد عنوان باقی‌مانده و شیوهٔ زیستی گیلک‌زبانان تحولات بسیاری کرده است. مردمان بومی کوه‌های غرب مازندران در رامسر و تنکابن، خود را همانند مردمان کوهپایه‌های گیلان، گالش می‌دانند.[نیازمند منبع]

## ژنتیک
گیلکان و مازندرانی‌ها در جنوب دریای خزر زندگی می‌کنند و به زبان‌هایی از شاخه شمال غربی زبان‌های ایرانی تکلم می‌کنند. گفته شده که نیاکان آنان از منطقهٔ قفقاز آمده و احتمالاً جانشین گروه قدیمی تری در جنوب دریای خزر شده‌اند. شواهد زبان شناسانه این نظر را تأیید می‌کنند که زبان‌های گیلکی و مازندرانی (و نه دیگر زبان‌های ایرانی) خصوصیات رده شناختی معین مشترکی با زبان‌های قفقازی دارند.
بر اساس دنباله‌های ام تی دی ان ای HV1، گیلک‌ها و مازندرانی‌ها بیش از همه به همسایگان جغرافیایی و زبانی خود، دیگر گروه‌های ایرانی، شباهت دارند. به هر روی، انواع کروموزم وای آن‌ها بیش از همه مشابه گروه‌های یافت شده در قفقاز جنوبی است. نظریه‌ای که این تفاوت‌ها را توضیح می‌دهد، عبارت است از وجود منشأی متعلق به جنوب قفقاز برای گیلانی‌ها و مازندرانی‌ها، و در پی آن انتقال ژن زنان (و نه مردان) از گروه‌های بومی ایرانی، احتمالاً به دلیل سکونت در نزدیکی والدین شوهر. گروه‌های مازندرانی و گیلانی در زمرهٔ شاخهٔ عمده‌ای متشکل از جمعیت‌های قفقاز و غرب آسیا قرار می‌گیرند و خصوصاً به گروه‌های جنوب قفقاز - مردم گرجی، مردم ارمنی و مردم آذری نزدیکترند. ایرانیان اهل تهران و اصفهان از این گروه‌ها دورتر قرار می‌گیرند.